# Durèze (affluent de la Dordogne)
 (juin 2014).
Pour les articles homonymes, voir Durèze.
La Durèze est un ruisseau français, affluent de la Dordogne, qui coule en Nouvelle-Aquitaine, dans le département de la Gironde.

## Géographie
La Durèze prend sa source en Gironde, à près de 100 mètres d'altitude, sur la commune de Pellegrue, trois kilomètres à l'est-sud-est du bourg, près du château de Laforêt.
Elle contourne Pellegrue par le sud, passe à proximité de Listrac-de-Durèze, Coubeyrac et Gensac avant de confluer avec la Dordogne en rive gauche, en limite territoriale des communes de Pessac-sur-Dordogne et de Juillac.
Sa longueur est de 16,5 km.
| - Les affluents de la Durèze. |

Dans le tableau ci-dessous se trouvent : le nom de l'affluent ou sous-affluent, la longueur du cours d'eau, son code SANDRE, des liens vers les fiches SANDRE, SIEAG et vers une carte dynamique d'OpenStreetMap qui trace le cours d'eau.

## Lieux et monuments
- La bastide et l'église Saint-André à Pellegrue
- L'église Saint-Barthélemy à Listrac-de-Durèze
- L'église Saint-Vincent de Pessac-sur-Dordogne